# Ферруччо Замбоніні
Ферруччо Замбоніні (17 грудня 1880 – 12 січня 1932) — італійський мінералог і геолог. Більшу частину свого часу він працював над геологією та мінералогією гори Везувій.

## Життя і творчість
Ферруччо Замбоніні народився в Римі і навчався в тамтешньому університеті. З 1906 року працював у Мінералогічному музеї Неапольського університету. У 1909 році він перейшов до Університету Сассарі, але повернувся до Неаполя в 1926 році, де очолював кафедру загальної хімії.

## Інтернет-ресурси
- Ferruccio Zambonini
- University of Manitoba- 2002 Annual Report